# ماریون (ایلینوی)
ماریون، ایلینوی (به انگلیسی: Marion, Illinois) یک شهر در ایالات متحده آمریکا با جمعیت ۱۷٬۱۹۳ نفر است که در ایلی‌نوی واقع شده‌است.